# Diana Gee
Diana Gee (* 21. Dezember 1968 in Burlingame, Kalifornien) ist eine US-amerikanische Tischtennisspielerin. Sie nahm an den Olympischen Spielen 1988 und 1992 teil.

## Werdegang
Am erfolgreichsten war Diana Gee bei Panamerikanischen Spielen, wo sie insgesamt neun Medaillen gewann: Fünfmal Gold, dreimal Silber und einmal Bronze. 1992 erreichte sie bei den Nordamerikanischen Meisterschaften das Endspiel im Doppel mit Insook Bhushan.
Bei den Olympischen Spielen 1988 in Seoul trat sie im Einzel- und Doppelwettbewerb an. Hier gewann sie ein Spiel und verlor vier. Damit verpasste sie den Einzug in die Hauptrunde und landete auf Platz 33. Dem Doppel mit Insook Bhushan gelang ein Sieg, es musste aber fünf Niederlagen hinnehmen, was in Platz 11 resultierte. Auch 1992 in Barcelona belegte sie im Einzel nach einem Sieg und zwei Niederlagen Platz 33. Das Doppel mit Shui-Ling Yip gewann ebenfalls ein Spiel und verlor zweimal und kam damit auf Platz 17.
2009 wurde Diana Gee in die US-Hall of Fame aufgenommen.

## Privat
Diana Gee’s Zwillingsschwester Lisa war ebenfalls Tischtennis-Nationalspielerin. Diana heiratete Dan McDonnell.

## Spielergebnisse bei den Olympischen Spielen
- Olympische Spiele 1988 Einzel in Vorgruppe A[2]
  - Siege: Blanca Alejo (Dominikanische Republik)
  - Niederlagen: Edit Urbán (Ungarn), Olena Kovtun (Sowjetunion), Mariann Domonkos (Kanada), Jiao Zhimin (China)
- Olympische Spiele 1988 Doppel mit Insook Bhushan in Vorgruppe B[3]
  - Siege: Leong Mee Wan/Lau Wai Cheng (Malaysia)
  - Niederlagen: Bettine Vriesekoop/Mirjam Kloppenburg (Niederlande), Kiyomi Ishida/Mika Hoshino (Japan), Katja Nolten/Olga Nemes (Bundesrepublik Deutschland), Chen Jing/Jiao Zhimin (China), Marie Hrachová/Renata Kasalová (Tschechoslowakei)
- Olympische Spiele 1992 Einzel in Vorgruppe K[4]
  - Siege: Sofija Tepes (Chile)
  - Niederlagen: Olga Nemes (Deutschland), Hong Sun-Hwa (Südkorea),
- Olympische Spiele 1992 Doppel mit Shui-Ling Yip in Vorgruppe E[5]
  - Siege: Alejandra Gabaglio/Hae-Ja Kim de Rimasa (Argentinien)
  - Niederlagen: Emmanuelle Coubat/Xiao-Ming Wang (Frankreich), Chai Po Wa/Chan Tan Lui (Hongkong)

## Turnierergebnisse
| Verband | Veranstaltung               | Jahr | Ort                    | Einzel         | Doppel         | Mixed     | Team |
| ------- | --------------------------- | ---- | ---------------------- | -------------- | -------------- | --------- | ---- |
| USA     | North American Championship | 1992 | Ste Hyacinthe          |                | Runn-up        |           |      |
| USA     | Olympic Games               | 1988 | Seoul                  | Lost 1st stage | Lost 1st stage |           |      |
| USA     | Olympic Games               | 1992 | Barcelona              | Lost 1st stage | Lost 1st stage |           |      |
| USA     | PAN-American Games          | 1987 | Indianapolis           |                |                | Runn-up   | 1    |
| USA     | PAN-American Games          | 1991 | Havana                 | QF             | Runn-up        | Winner    | 1    |
| USA     | PAN-American Games          | 1995 | Mar del Plata          | Halbfinale     |                |           | 2    |
| USA     | PAN-American Games          | 1983 | Caracas                | QF             | Winner         |           | 1    |
| USA     | World Doubles Cup           | 1992 | Las Vegas              |                | 9              |           |      |
| USA     | WTC-World Team Cup          | 1990 | Hokkaido, Aomori, Niig |                |                |           | 9    |
| USA     | World Championship          | 1987 | New Delhi              | Rd of 128      | Rd of 64       | Rd of 128 | 19   |
| USA     | World Championship          | 1989 | Dortmund               | Rd of 128      | Rd of 32       | Rd of 64  | 12   |
| USA     | World Championship          | 1991 | Chiba City             | Qual           | Rd of 32       | Rd of 128 | 17   |